# Allmänna magazinet
Allmänna magazinet var en svensk politisk och nationalekonomisk tidskrift i hattpartiets anda, utgiven av Carl Christoffer Gjörwell åren 1770–1771.